# Toda (Saitama)
Toda (戸田市 Toda-shi?) es una ciudad localizada al sur de la prefectura de Saitama, Japón. Se ubica entre la ciudad de Saitama y la metrópoli de Tokio, separado de este por el río Arakawa. 
Tiene un área total de 18,17 km². Al 1 de octubre de 2010, la ciudad tenía una población estimada de 124 085 habitantes y una densidad de población de 6829,11 habitantes por km². Debido a la relativa cercanía con Tokio, Toda funge como una ciudad dormitorio de éste.

## Geografía

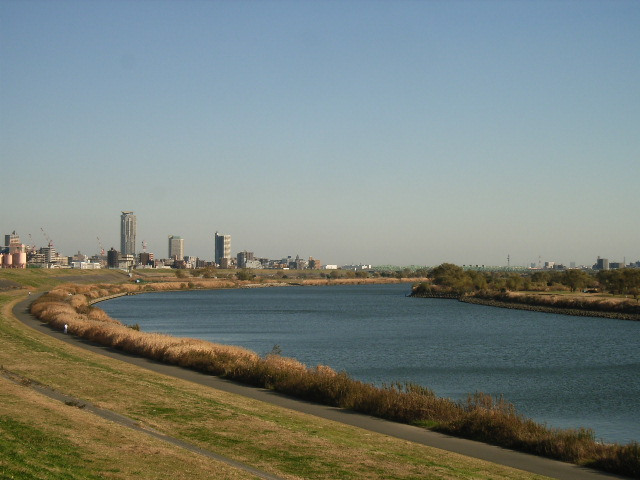
Río Arakawa, visto desde Toda. El margen derecho del río es Tokio.

Al norte se ubica la ciudad de Saitama (barrio de Minami-ku), al sur con Tokio (barrios de Itabashi y Kita), al oeste con las ciudades de Asaka y Wakō y al este con las ciudades de Warabi y Kawaguchi.
Aparte del río Arakawa que marca el límite sur de la ciudad, atraviesan varios de sus afluentes como el Sasame (5 km), Shōbu (3 km), Midori (3,3 km; afluente del Shōbu), Kami-Toda (también afluente del Shōbu) y Busō (afluente del Sasame). La llanura del Arakawa abarca la totalidad de su territorio, por lo que Toda tiende a ser plano.
Toda se divide en cinco zonas: Shimotoda, Kamitoda, Niizo, Sasame y Bijogi.

## Historia
Originalmente fue creado el 1 de abril de 1889 como una villa, tras la fusión de otras tres villas dentro del distrito de Kitaadachi. El 1 de junio de 1941 fue promovido de villa a pueblo. Posteriormente, la villa de Misasa fue añadida a Toda el 20 de julio de 1957, aunque el 1 de abril de 1959 algunos sectores del norte de la antigua Misasa fueron traspasados a la vecina ciudad de Urawa (hoy barrio de Minami-ku, Saitama).
El 1 de octubre de 1966, la localidad de Toda fue promovida de pueblo a ciudad.

## Transporte

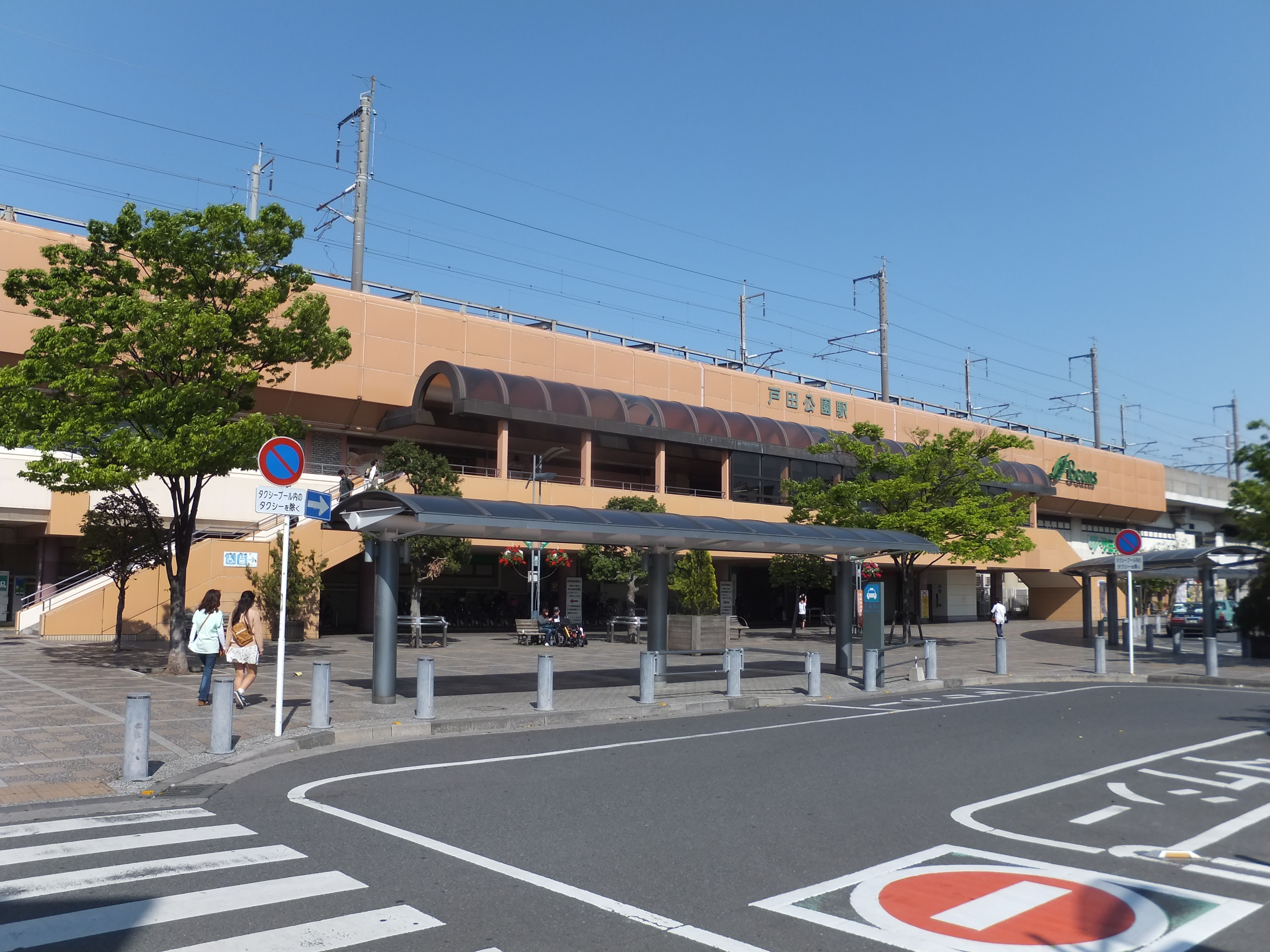
Estación Toda-Koen

### Tren
La ciudad de Toda está conectada con el centro de Tokio a través de la línea Saikyō, operada por la East Japan Railway Company (JR East). Existen tres estaciones de tren conectadas a la línea: Kita-Toda, Toda y Toda-Koen. Toma alrededor de 20 minutos llegar en tren desde Toda-Koen hasta la Estación Shinjuku, en Tokio.
Toda-Koen es la estación más concurrida, con 29 000 usuarios diarios, mientras que Kita-Toda y Toda reciben diariamente 17 000 usuarios.
La línea de alta velocidad Tōhoku Shinkansen recorre paralelamente por la línea Saikyō en Toda, pero no se detiene en ninguna estación de la ciudad.

### Bus
Existen varios servicios de bus en la ciudad. La mayoría de las rutas están concesionadas por la compañía Kokosai Kogyo. Sin embargo, hay un servicio de minibuses a bajo costo llamado Toco (Toda Community). Los buses Toco recorren la ciudad en rutas que no cubren los buses de Kokosai Kogyo.

### Carreteras
Dentro de Toda recorren la Ruta Nacional 17 y las autopistas Tōkyō-Gaikan y Shuto.

## Ciudades hermanadas

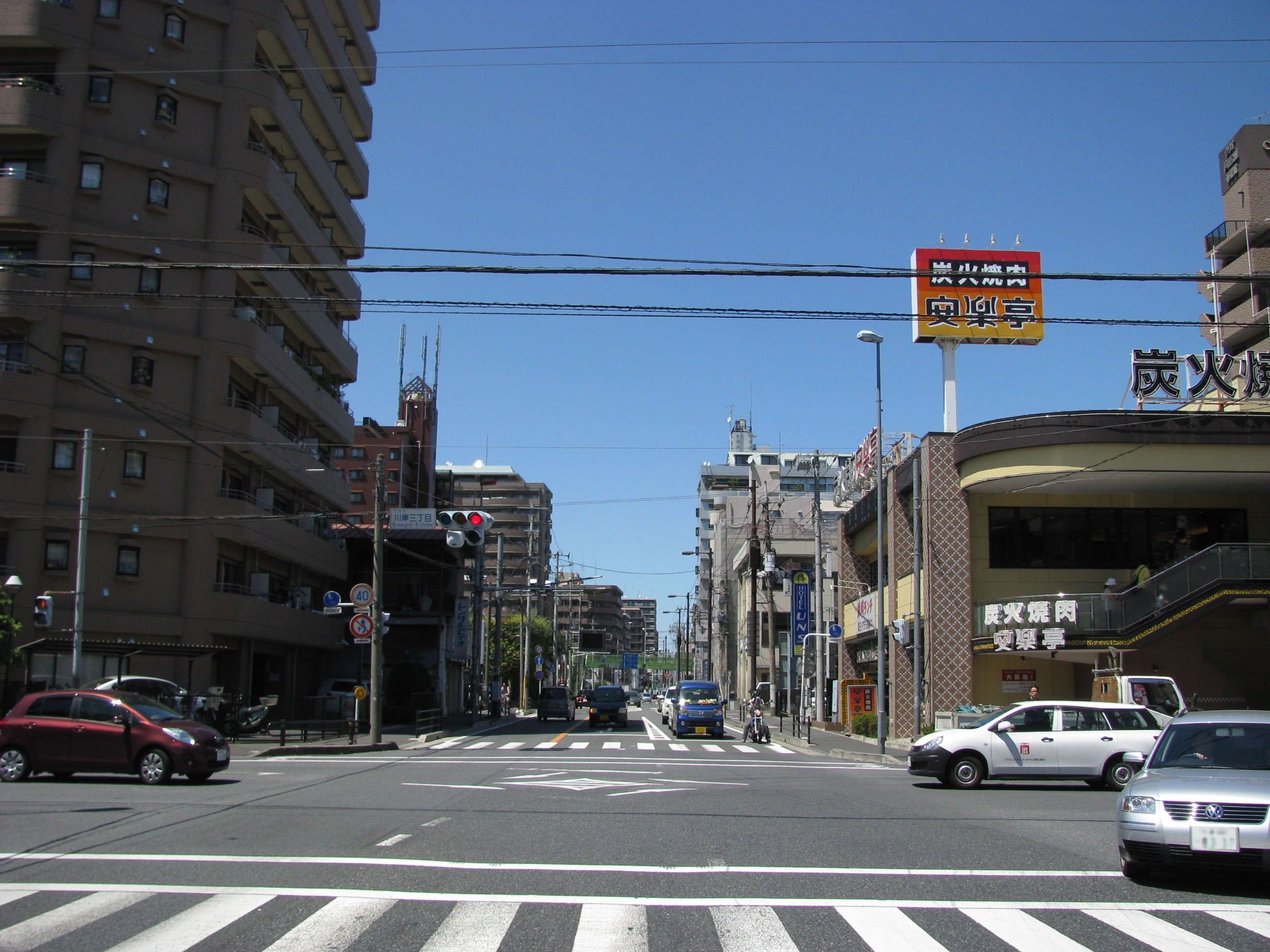
Vista de la ciudad de Toda.

- Misato, prefectura de Saitama, Japón
- Numazu, prefectura de Shizuoka, Japón
- Shirakawa, prefectura de Fukushima, Japón
- Tokoname, prefectura de Aichi, Japón (como ciudad aliada)
- Liverpool, Australia
- Kaifeng, República Popular China (como ciudad amiga)